# Spominski znak Karavanški predor
Spominski znak Karavanški predor je spominski znak Slovenske vojske, ki je podeljen veteranom TO RS za zasluge pri spopadu za Karavanški predor med slovensko osamosvojitveno vojno.

## Nosilci
- seznam nosilcev spominskega znaka Karavanški predor